# Borko Milenković
Borko Milenković (Бopкo Mилeнкoвић; sinh 10 tháng 7 năm 1984 ở Paraćin) là một cầu thủ bóng đá Serbia, thi đấu cho Tërbuni Pukë ở Kategoria Superiore.

## Sự nghiệp
Milenković từng thi đấu cho FK Jagodina sau khi thi đấu cho câu lạc bộ quê nhà FK Jedinstvo Paraćin. Anh cũng đá cho Mornar Bar của Montenegro, Novi Pazar, Timok Zaječar và Sloga Kraljevo của Serbia và gần đây là Laçi và Tërbuni Pukë của Albania.

## Danh hiệu

### Câu lạc bộ
Laçi
- Cúp bóng đá Albania (1): 2012–13[2]